# Ilaoa and To'omata Soccer Club
Maillots
Ilaoa and To'omata Soccer Club est un club samoan-américain de football basé à Pago Pago, sur l'île de Tutuila. 

## Histoire
Le club est fondé à Leone, près de Pago Pago en 2005. Il remporte son premier titre national en 2014 en gagnant le championnat de deuxième division puis huit ans plus tard, en 2022, en devenant champion des Samoa américaines après avoir terminé la saison invaincu.
Ce succès en championnat a permis au club de participer à la Ligue des champions de l'OFC, où les Samoa américaines peuvent engager un club lors du tour préliminaire. Lors de leurs débuts continentaux, durant l'édition 2023, Ilaoa and To'omata ne parvient pas à sortir de la poule, avec un bilan de deux défaites, le club ne jouant pas le troisième et dernier match face aux Tongiens de Veitongo en raison des conditions météorologiques défavorables au moment de la rencontre. 

## Palmarès
- Championnat des Samoa américaines (1) :
  - Vainqueur en 2022

- Championnat des Samoa américaines D2 (1) :
  - Vainqueur en 2014